# Wi-Fi
Wi-Fi (englisch IPA: [ˈwaɪ̯ˌfaɪ̯], anhörenⓘ; auch: WiFi; Wifi) bezeichnet sowohl das Firmenkonsortium Wi-Fi Alliance, das WLAN-Geräte zertifiziert, als auch die zugehörigen Markenbegriffe Wi-Fi 4, 5 und 6. Diese werden oft als Branchenbezeichnung für WLAN-Geräte und -Netzwerke des jeweiligen IEEE 802.11-Standards verwendet. Umgangssprachlich bezeichnet Wi-Fi im Englischen ein drahtloses Netzwerk (WLAN).
WLAN benennt ein Funknetzwerk auf Basis des Standards IEEE 802.11, Wi-Fi benennt ein von der Wi-Fi Alliance zertifiziertes Funknetzwerk auf Basis des Standards IEEE 802.11
Die Wi-Fi Alliance wurde 2016 und 2020 für ihre Verzögerung und Hemmung der Entwicklung von WLAN nach internationalen Standards kritisiert.

Das ehemalige Logo der Wi-Fi-Handelsmarke

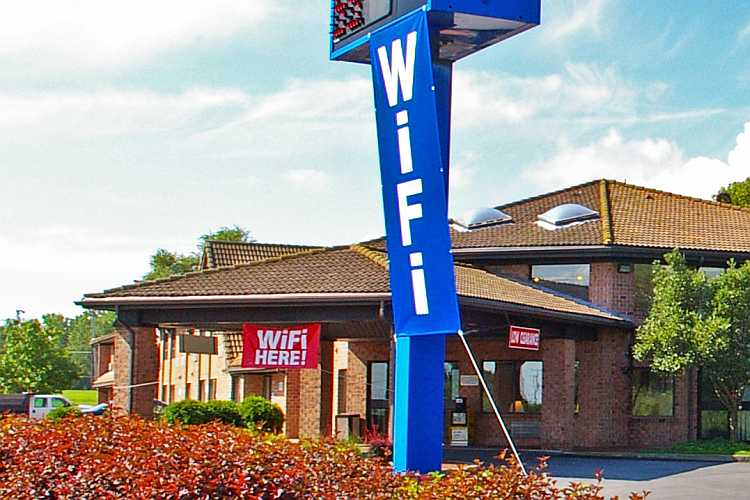
Zwei Wi-Fi-Hinweise an einem US-Motel

## Der Name Wi‑Fi
Seit August 1999 wird der Kunstbegriff Wi‑Fi kommerziell genutzt. Er wurde von der Markenberatungsfirma Interbrand als Wortspiel auf das Wort Hi-Fi erfunden. Die Wi‑Fi‑Allianz hatte diese beauftragt, einen Namen zu kreieren, der „eingängiger als IEEE 802.11b“ ist. Die Wi‑Fi‑Allianz benutzte den Werbeslogan englisch „The Standard for Wireless Fidelity“ ‚Der Standard für kabellose Wiedergabetreue‘ kurz nach der Gründung der Marke, verzichtete aber bald auf die ausführliche Version.
Interbrand hat auch das Wi‑Fi-Logo entworfen, das die Kompatibilitäts-Zertifizierung eines Produkts kennzeichnet.

## Markenbegriff / Zertifizierung
Zur Zertifizierung von Geräten wurde ursprünglich nur Wi-Fi CERTIFIED benutzt.
Ab Oktober 2018 wurden die zertifizierten Geräte mit Wi-Fi 4, Wi-Fi 5, Wi-Fi 6 bzw. Wi-Fi CERTIFIED 6 und Wi‑Fi 6E benannt, um den Nutzern die Unterscheidung der Generationen zu erleichtern.
Ab September 2020 gab es weitere Zertifizierungen für erweiterte Funktionen: Wi-Fi CERTIFIED WPA3, Passpoint, Enhanced Open, Agile Multiband, Optimized Connectivity.
| Bezeichnung      | IEEE Standard | Theoretische Maximale Linkrate |
| ---------------- | ------------- | ------------------------------ |
| Wi‑Fi 4          | 802.11n       | 0072 – 600 Mbit/s              |
| Wi‑Fi 5          | 802.11ac      | 433 – 6.933 Mbit/s             |
| Wi‑Fi 6 Wi‑Fi 6E | 802.11ax      | 600 – 9.608 Mbit/s             |
| Wi-Fi 7          | 802.11be      | 1.376 – 46.120 Mbit/s          |
| Wi-Fi 8          | 802.11bn      | 100.000 Mbit/s                 |

## Firmenkonsortium
1999 wurde die Organisation ursprünglich unter dem Namen Wireless Ethernet Compatibility Alliance (WECA) gegründet. 2002 benannte sich die WECA um in die Wi‑Fi Alliance.
Die Wi‑Fi‑Allianz zertifiziert Produkte verschiedener Hersteller auf der Basis des IEEE-802.11-Standards, um so den Betrieb unterschiedlicher Geräte miteinander zu gewährleisten (Interoperabilität). Hintergrund war, dass in vielen Produkten der Standard nicht vollständig implementiert bzw. durch proprietäre Erweiterungen aufgeweicht wurde. Dadurch ergaben sich häufig Inkompatibilitäten zwischen Produkten verschiedener Hersteller.
Die Wi‑Fi‑Allianz testet ausgewählte Komponenten nach eigenen Richtlinien. Produkte, die die Prüfung bestehen, erhalten das Wi-Fi-Zertifikat und dürfen damit das Logo „Wi-Fi“ tragen. Allerdings werden lediglich die Produkte der Wi-Fi-Mitglieder getestet. Die Mitglieder müssen zusätzlich zur Mitgliedsgebühr für jede geprüfte Komponente eine Gebühr entrichten. Ein fehlendes Wi-Fi-Logo stellt demzufolge nicht zwingend eine Abweichung vom maßgeblichen IEEE-802.11-Standard dar.
Das Konsortium gab am 31. Oktober 2002 bekannt, mit Wi-Fi Protected Access (WPA) eine Teilmenge des damals zukünftigen IEEE-Standards 802.11i als neue Verschlüsselungstechnik zu etablieren, um noch vor der Verabschiedung des neuen Standards das als unsicher geltende Verschlüsselungsverfahren WEP abzulösen. Nach der Verabschiedung von 802.11i prägte die Wi‑Fi analog dazu den Begriff WPA2.
Die Wi‑Fi‑Allianz umfasst über 300 Unternehmen als Mitglieder. Anbei eine Auswahl der Mitglieder:
| - 3Com - Acer - Alcatel-Lucent - Analog Devices - Apple - Asus - AT&T - AVM - Broadcom | - Buffalo - Canon - Cisco - Dell - D-Link - Freescale Semiconductor - Hewlett-Packard - HTC Corporation - Huawei | - IBM - Intel - Lexmark - LG Electronics - Microchip Technology - Microsoft - NEC Corporation - Netgear - Nintendo | - Nokia - NTT - Packard Bell - Philips - Samsung - Sony - Sony Ericsson - T-Mobile USA - Toshiba |

## Kritik
Die Entwicklung der Standards findet beim IEEE statt. Der Hersteller-Interessenverband Wi-Fi Alliance mit 750 Mitgliedern (2017) hat die Namensrechte für den Begriff Wi-Fi und lizenziert diesen Namen. Er führt auch Zertifizierungen und Kreuztests durch, die aber nur selten zustande kommen und daher die Weiterentwicklung verzögern.
Die Alliance wird für ihre langsamen Prozesse kritisiert und dass viele verabschiedete Standards keine Marktreife oder -geltung erlangen.
Auch die Mitarbeit bei technischen Verbesserungen ist gering. Viel Raum nehmen Patentansprüche und nutzlose Funktionen ein; die Weiterentwicklung von WLAN verläuft insgesamt schleppend.
Einige Mitglieder der Allianz wurden bereits kartellrechtlich auffällig, als sie versuchten, Verbesserungen in den kommenden Standard zu verschieben.